# Stesilea prolata
Stesilea prolata är en skalbaggsart. Stesilea prolata ingår i släktet Stesilea och familjen långhorningar.

## Underarter
Arten delas in i följande underarter:
- S. p. prolata
- S. p. bangkeiensis